# Анте Павелић (политичар)
Анте Павелић (Госпић, 19. мај 1869 — Загреб, 11. фебруар 1938), хрватски политичар, по занимању зубар. За време Аустро-Угарске је био члан Хрватске странке права и члан хрватског Сабора од 1906 до 1918. У Краљевини Срба, Хрвата и Словенаца био је 1918. године потпредседник Народног већа, а у Краљевини Југославији говорник Сената од 1932-1938. године. Од хрватског Сабора је у јануару 1919. захтевао да Сабор призна Народно веће као врховни ауторитет. Био је познат по своме, донекле, негативном ставу према самосталној хрватској држави:
"Тко погледа географску карту видјет ће, да је териториј на који могу рачунати Хрвати неподесан за снажну државу. Срби, који би у тој држави били, а којих има двадесет посто зацијело би, и то с правом, тражили и надаље сједињење са Србијом"
Да би се разликовао од каснијег поглавника НДХ истог имена и презимена, понекад га у литератури наводе као "Анте Павелић (старији)".
Његов син, Анте Смит Павелић (Ante Smith Pavelić, 1903–1985) био је хрватски и југословенски дипломата и публициста.